# Phim ngắn
Phim ngắn (tiếng Anh: short film) là một sản phẩm điện ảnh có thời lượng chưa đủ dài để được xem là phim truyện. Viện Hàn lâm Khoa học và Nghệ thuật Điện ảnh Mỹ định nghĩa phim ngắn là "một tác phẩm điện ảnh gốc có thời lượng từ 40 phút trở xuống, bao gồm cả những đoạn giới thiệu". Phim ngắn thường được trình chiếu tại các liên hoan phim địa phương, quốc gia hoặc quốc tế, do các nhà làm phim độc lập thực hiện dựa trên ngân sách hạn hẹp. Nhà tài trợ cho bộ phim thường là các tổ chức phi lợi nhuận hoặc quỹ tư nhân. Phim ngắn thường được dùng để chứng minh kinh nghiệm trong nghề điện ảnh, là nền tảng phô diễn tài năng làm phim nhằm thuyết phục các nhà đầu tư, công ty sản xuất hoặc hãng phim bỏ vốn cho các dự án khác trong tương lai.

## Trong văn hóa đại chúng
Canada có chương trình truyền hình Short Film Face Off chuyên trình chiếu các bộ phim ngắn từ khắp cả nước. Ở Indonesia còn có tổ chức Minikino chuyên quảng bá các tác phẩm phim ngắn, tổ chức các buổi chiếu định kỳ hàng tháng hoặc các chương trình và sự kiện thường niên thu hút công chúng. Tổ chức này đang mở rộng mạng lưới ra Đông Nam Á và xa hơn nữa.